# Otmar Kaufhold
Otmar Kaufhold (* 28. Juni 1952 in Bremen; † 3. Februar 2001 in Hannover) war ein deutscher Ruderer.

## Biografie
Otmar Kaufhold wurde 1975 zusammen mit seinem Vereinskameraden vom Hannoverschen Ruder-Club Wolf-Dietrich Oschlies Deutscher Meister im Zweier ohne Steuermann. Ein Jahr später gewann er seinen zweiten Deutschen Meistertitel im Achter. Bei den Olympischen Sommerspielen 1976 in Montreal belegte er mit dem deutschen Boot in der Regatta mit dem Achter den vierten Platz.
1980 gründete Otmar Kaufhold in Hannover die Firma Otmar Kaufhold & Co, die sich auf den die Herstellung von Wintergärten, Terrassendächer, Haustüren, Fenster, Markisen und Rollläden spezialisiert hat.